# Mosul Eyalet

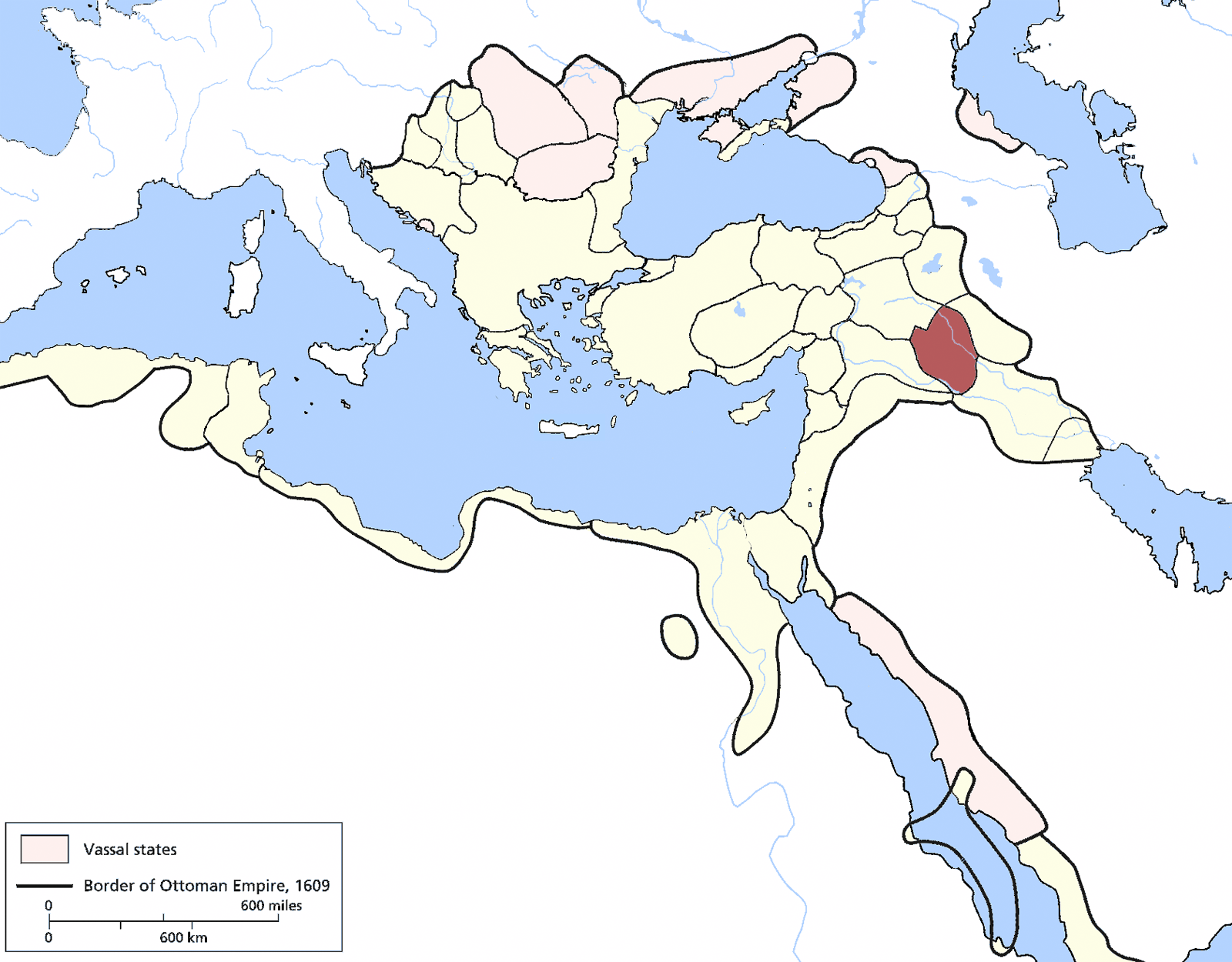
Eyaletet Mosul i Osmanska riket år 1609

Eyaletet Mosul (osmansk turkiska: ایالت موصل,, Eyālet-i Mūṣul), var en eyalet (provins) i Osmanska riket mellan 1535 och 1864.Huvudstad var Mosul och ytan under 1800-talet uppskattades till 20 280 km².